# Hans Ernst Pinsker
Hans Ernst Pinsker (* 11. Februar 1909 in Wien; † 21. Mai 1987 ebenda) war ein österreichischer Anglist.

## Leben
Nach der Promotion an der Universität Wien 1934 und Habilitation wurde er Professor in Graz 1967–1970 und in Wien 1981.

## Schriften (Auswahl)
- Phonologische Studien zum englischen Vokalismus. Wien 1962, OCLC 719169614.
- Historische englische Grammatik. Elemente der Laut-, Formen- und Wortbildungslehre. München 1974, ISBN 3-19-002036-1.
- Altenglisches Studienbuch. Düsseldorf 1976, ISBN 3-513-02260-3.
- mit Waltraut Ziegler: Die altenglischen Rätsel des Exeterbuchs. Text mit deutscher Übersetzung und Kommentar. Heidelberg 1985, ISBN 3-533-03655-3.